# دلائل النبوة (كتاب)
دلائل النبوۃ هو أحد كتب السيرة، من تأليف أبي نعيم الأصبهاني (336 هـ - 430 هـ)۔

## طلب تألیف الكتاب
قصد بعض طلَّاب الحدیث أبو نعيم الأصبهاني و طلبوا منه أن یضع لھم كتاباً یجمع فیه الأحادیث الروایاتِ الواردۃ في رسول الله ﷺ، (یجمع المنتشر من الروایات) والتی تعتبر الدلائل علی صدق نبوته علیه الصلاۃ والسلام، فأجابھم الشیخُ إلی طلبھم و صنف لھم كتاب دلائل النبوۃ و في ذلك یقول أبو نعیم: « لقد سألتم ـ عمَّر اللہ بالبصائر الجمیلة طویاتکم، و نوَّر في المسیر إلی وفاته أوعیتکم و نیاتکم ـ جمعَ المنتشِرِ من الروایات في النبوۃ والدلائل، والمعجزات، والحقائق، وخصائص المبعوث محمد صلی الله علیه وسلم بالسنا الساطع، والشفاء النافع الذي  استضاء به السعداء، واشتفی به الشھداء، واستوصل دونه البعداء، فاستعنت بالله واستوفقته و به الحول والقوَّۃ، وھو القوی العزیز» 

## فصول الكتاب
وھكذا استجاب الإمام الحافظ أبو نعیم لرغبة طلَّابه، وأخذ یجمع طرق الحدیث وروایاته، ثمَّ حررھا ثمَّ صنفھا، وقسم كتابه ھذا إلی خمسة و ثلاثین فصلاً، تحدث في جملة منھا علی ما یدل علی نبوته قبلَ البعثة، من بشاراتِ الجن والكھان والكتب السماویة وحادثة الفیل وغیر ذلك، كما تكلَّم في جملةٍ من ھذہ الفصول عن صفاته، وما خصَّه اللہ به، ومعجزاته۔ و تكلم في فصول أخری عن موقفه مع الكافرین، والھجرۃ، وعقد فصلاً خاصاً قارن فیه بین ما آتاہ اللہ للأنبیاء السابقین من الفضائل والإكرام، وما آتاہ اللہ لمحمد ﷺ أمَّا سبب تقسیم الكتاب إلی فصول، فقد قال أبو نعیم: «وجعلنا ذلک فصولاً لیسھل علی المتحفظ أنواعه وأقسامه، فیکون أجمع لفھمه، وأقرب من ذھبه، وأبعد من تحمل الکلفة في طلبه»

## وصلات خارجية
- دلائل النبوة لأبی نعیم الأصبهاني، الناشر دار النفائس - بيروت، 1406ھـ